# Koutoukalé Koira Tégui
Koutoukalé Koira Tégui (auch: Koutoukalé Kwara Tadyo, Koutoukalé Tagui, Koutoukalé Tégui) ist ein Dorf in der Landgemeinde Karma in Niger.

## Geographie

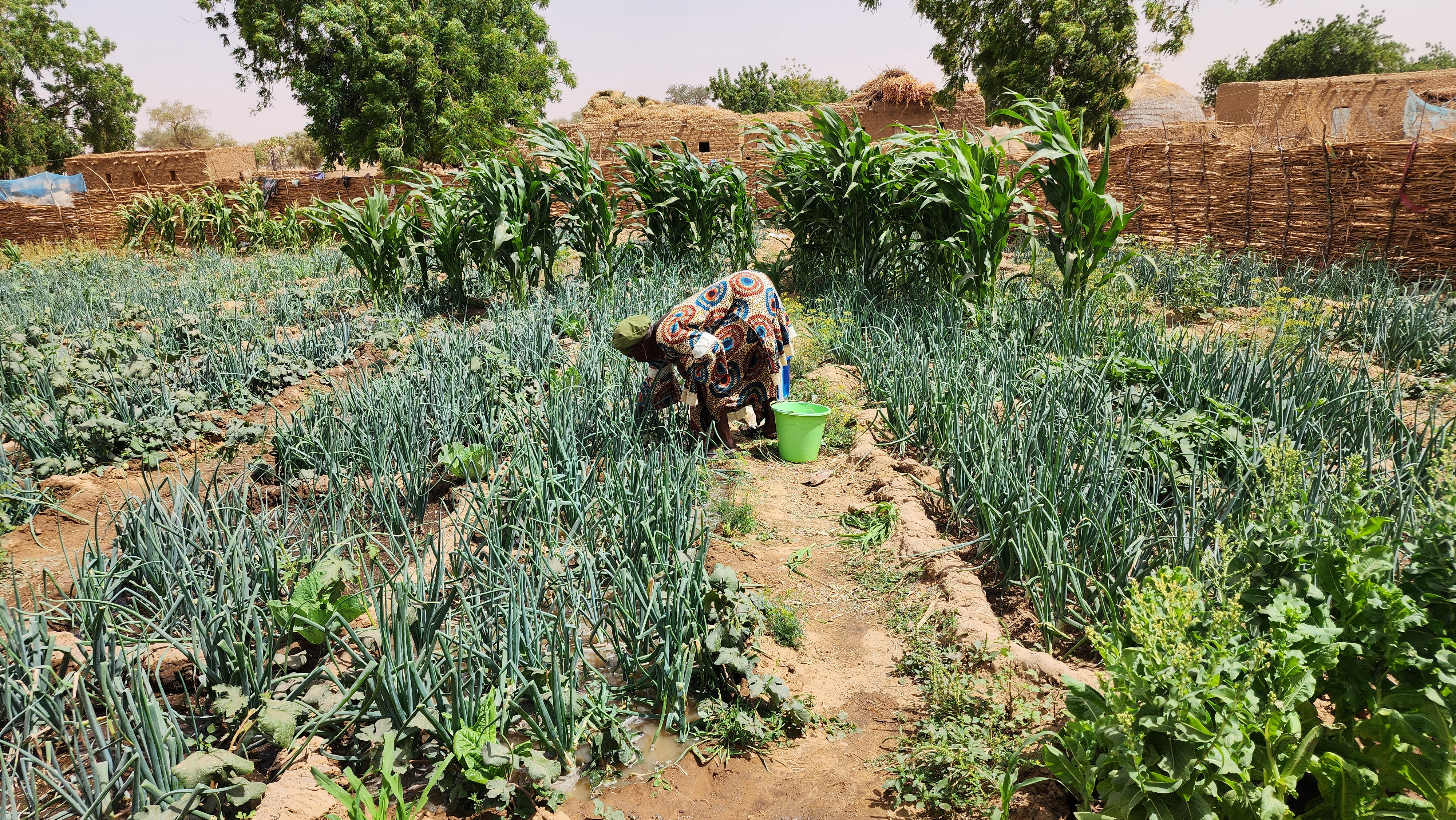
Eine Frau bei der Gartenarbeit in Koutoukalé Koira Tégui (2025)

Das von einem traditionellen Ortsvorsteher (chef traditionnel) geleitete Dorf liegt am linken Ufer des Flusses Niger. Es befindet sich rund neun Kilometer nordwestlich des Hauptorts Karma der gleichnamigen Landgemeinde, die zum Departement Kollo in der Region Tillabéri gehört. Zu den Siedlungen in der näheren Umgebung von Koutoukalé Koira Tégui zählen Koutoukalé Kourtey im Nordwesten, Koutoukalé Zéno im Nordosten, Komba Goura im Osten, Tiétiéguimé im Südosten und Hotto Koira Hondora im Süden.
Koutoukalé Koira Tégui ist Teil der Übergangszone zwischen Sahel und Sudan. Die durchschnittliche jährliche Niederschlagshöhe beträgt hier zwischen 400 und 500 mm. Beim Dorf wurden die Vogelarten Flussregenpfeifer (Charadrius dubius), Schafstelze (Motacilla flava), Brillentaube (Streptopelia decipiens) und Bruchwasserläufer (Tringa glareola) beobachtet.

## Bevölkerung
Bei der Volkszählung 2012 hatte Koutoukalé Koira Tégui 1292 Einwohner, die in 124 Haushalten lebten. Bei der Volkszählung 2001 betrug die Einwohnerzahl 732 in 93 Haushalten und bei der Volkszählung 1988 belief sich die Einwohnerzahl auf 902 in 137 Haushalten.

## Wirtschaft und Infrastruktur
Bei Koutoukalé Koira Tégui erstreckt sich ein bewässerungsfeldwirtschaftliches Areal. Es gibt eine Schule. Östlich des Dorfs steht das 2004 eröffnete Hochsicherheitsgefängnis Koutoukalé.